# Priapichthys annectens
Priapichthys annectens är en fiskart som först beskrevs av Regan, 1907.  Priapichthys annectens ingår i släktet Priapichthys och familjen Poeciliidae. Inga underarter finns listade i Catalogue of Life.